# El Reatillo (Siete Aguas)
El Reatillo es una aldea situada al noroeste del municipio valenciano Siete Aguas, del cual depende administrativamente. Se encuentra deshabitada desde la década de los ochenta, debido al éxodo rural que iniciaron los habitantes con el propósito de buscar empleo y mejorar su calidad de vida.

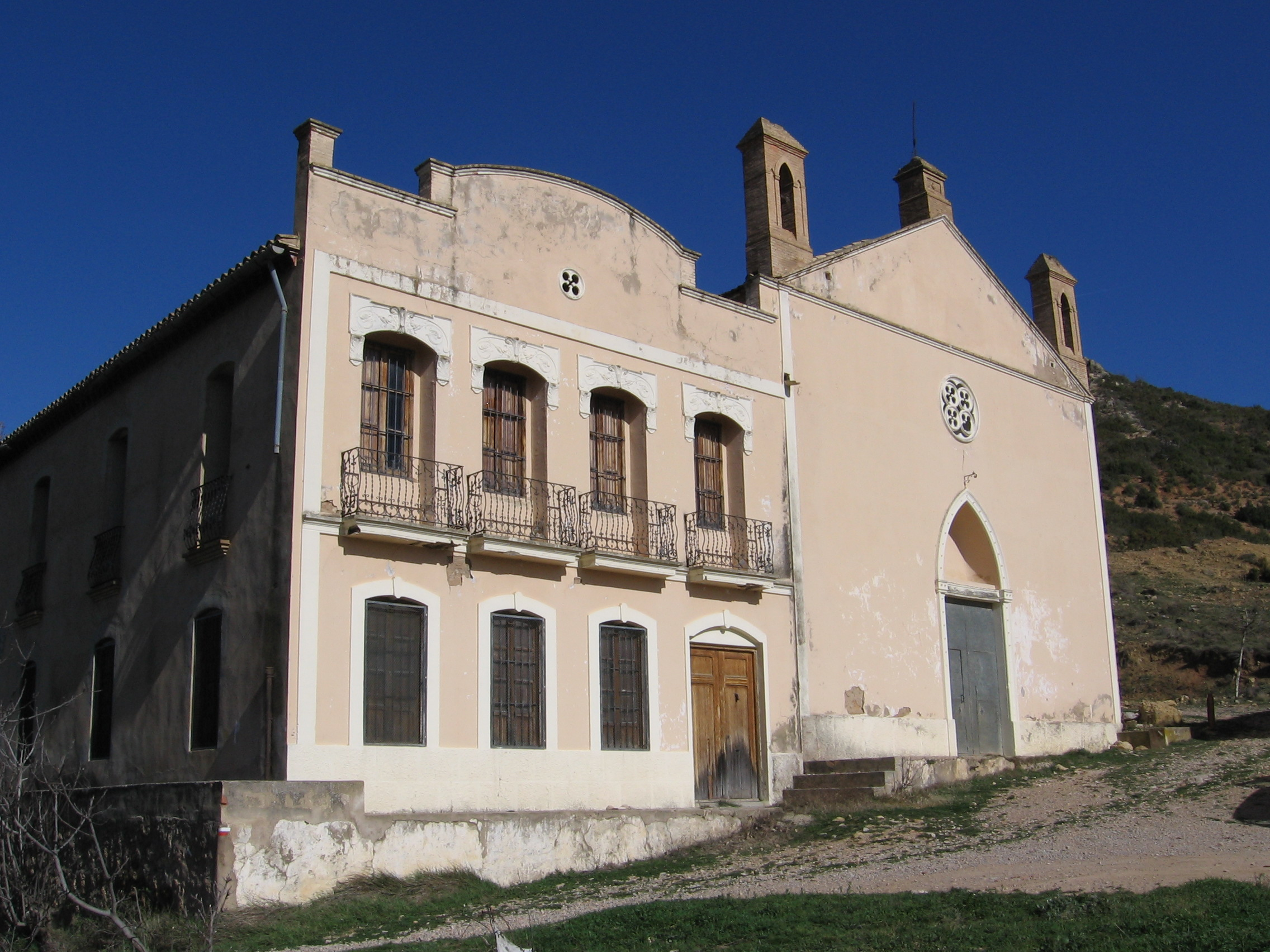
Iglesia y escuela El Reatillo.

## Historia
Entre los siglos VIII y XIII, años en los que Valencia quedó sumida bajo el poder musulmán, la aldea del Reatillo se estableció como núcleo urbano. Jaime I, poseedor de este dominio, entregó la alquería a uno de los nuevos residentes, Guillermo de Orta.
Durante muchos años este fue el acceso a los territorios de Chera y Sot de Chera. Además de funcionar como campamento de la Agrupación guerrillera de Levante y Aragón (AGLA), también sirvió como centro de la resistencia maqui.
En el periodo de posguerra, la población del Reatillo disminuyó en su práctica totalidad y actualmente la mayor parte de las tierras son propiedad del Marquesado de Villaverde.